# 鱼-7鱼雷
鱼-7 鱼雷是中华人民共和国研发制造的一款轻型鱼雷。该鱼雷1990年代装备中国人民解放军海军。鱼-7鱼雷主要用于反潜作战，也被视为意大利Whitehead(WASS)研发的A244/S鱼雷的衍生型。
出口版本称为ET52，为单螺旋桨电推型。一些文献有ET-52C，ET-52E之分别，可能指的是不同的推动方式（化学/电力）。

## 研发

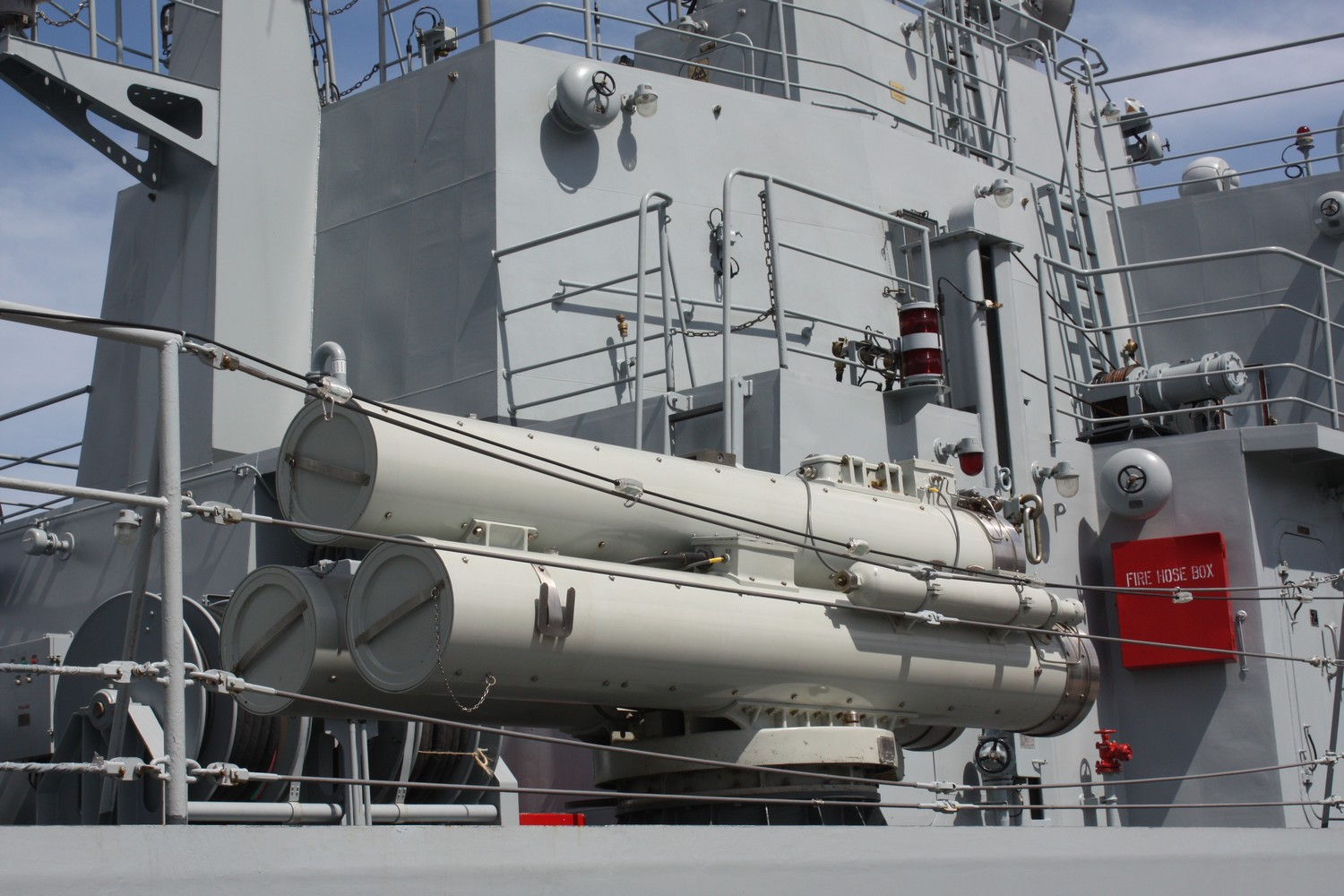
出口版本ET-52C鱼雷的发射管，PNS Zulfiquar护卫舰

1978年10月9日，美军组织海上演习时意外失控的一枚训练用操雷Mk 46型魚雷（未爆炸）在南中国海被中国渔船捕获，此前，中国海军曾先后有过两型代号分别为816和753的空投反潜鱼雷计划，但进度迟缓。1979年海南民兵又捞上来第二条MK46，国内技术情报部门也获得了大量资料，甚至包括最新改进型MK46 mod5在美国内努斯靶场试验的全套技术报告。鱼雷经海军送到705进行研究检测。1982年海军决定，由705所开发设计浅水控制系统，西北工程大学开发深水控制系统，研发新型反潜鱼雷，代号为109工程。
1980年代中美蜜月期，中美双方一度探讨共同合作生产Mk46 II型魚雷，由于成本和工艺要求未能成行，但期间双方相互考察，中方人员也前往霍尼韦尔等公司、鱼雷生产基地、实验基地参观考察，积累了经验。1985年后，中美达成协议，美方将陆续向中方交付4枚MK46II型、1套可完成大部分维护工作的中级维修站以及技术资料，即便在1989年6.4事件导致中美关系急剧降温之后，美方也履行完成了此合约。
中国在1980年代巴基斯坦海军某护卫舰访华期间，也深入研究了美军的Mk 32型水面船艦魚雷管。
该项目很有可能也受助于1987年中国从意大利购置的40枚A244/S鱼雷，同样也送到705所进行研究。意大利鱼雷本来使用的是双螺旋桨电推，但中方认为性能不足，改用了类似Mk 46的Otto fuel II化学燃料。
1994年定型后装备部队，112哈尔滨舰成为鱼7定型后服役的第一个武器平台。
90年代末，鱼-7B装备部队。后来也开发了鱼-7C。